# Bing: A Musical Autobiography
Bing: A Musical Autobiography – zestaw płyt muzycznych nagranych przez Binga Crosby’ego, składający się z nagrań wydanych na przełomie lat 40. i 50. XX wieku. Zbiór ten został opracowany i wydany przez Decca Records w 1954 roku. Część utworów to nowe nagrania studyjne oprawione komentarzami Crosby’ego, natomiast kolejna część to oryginalne nagrania z poprzednich lat, które również zawierają komentarze piosenkarza.

## Nagrywanie albumu
Gotowy do przejścia na emeryturę w 1954 roku, Crosby zebrał Buddy'ego Cole'a i jego Trio, małą grupę utworzoną z członków John Scott Trotter Orchestra, i ponownie nagrał wiele jego wczesnych przebojów między kwietniem a czerwcem 1954 roku. Większość nowych nagrań została dokonana w American Legion Hall w Palm Springs w Kalifornii.

## Lista utworów

### strona 1
| 1.  | „Muddy Water” (Peter DeRose, Harry Richman, Jo Trent)                                        | 1:58  |
|     |                                                                                              |       |
| 2.  | „Mississippi Mud” (James Cavanaugh, Harry Barris)                                            | 2:19  |
|     |                                                                                              |       |
| 3.  | „My Kinda Love” (Trent, Louis Alter)                                                         | 1:35  |
|     |                                                                                              |       |
| 4.  | „I Surrender Dear” (Gordon Clifford, Barris, Crosby)                                         | 2:37  |
|     |                                                                                              |       |
| 5.  | „It Must Be True” (Barris, Gus Arnheim, Clifford)                                            | 1:13  |
|     |                                                                                              |       |
| 6.  | „Wrap Your Troubles in Dreams” (Ted Koehler, Barris, Billy Moll)                             | 2:34  |
|     |                                                                                              |       |
| 7.  | „Out of Nowhere” (Edward Heyman, Johnny Green)                                               | 1:53  |
|     |                                                                                              |       |
| 8.  | „Just One More Chance” (Arthur Johnston, Sam Coslow)                                         | 2:12  |
|     |                                                                                              |       |
| 9.  | „Stardust” (Hoagy Carmichael, Mitchell Parish)                                               | 2:09  |
|     |                                                                                              |       |
| 10. | „Sweet and Lovely” (Harry Tobias, Jules LeMare, Arnheim)                                     | 1:57  |
|     |                                                                                              |       |
| 11. | „Where the Blue of the Night (Meets the Gold of the Day)” (Fred E. Ahlert, Roy Turk, Crosby) | 1:43  |
|     |                                                                                              |       |
| 12. | „Paradise” (Nacio Herb Brown, Clifford)                                                      | 1:42  |
|     |                                                                                              |       |
|     |                                                                                              | 23:52 |
|     |                                                                                              |       |

### strona 2
| 1.  | „Please” (Ralph Rainger, Leo Robin)                                            | 2:04  |
|     |                                                                                |       |
| 2.  | „Just An Echo in the Valley” (Jimmy Campbell and Reg Connelly, Harry M. Woods) | 1:47  |
|     |                                                                                |       |
| 3.  | „I Don't Stand a Ghost of a Chance” (Ned Washington, Victor Young, Crosby)     | 1:51  |
|     |                                                                                |       |
| 4.  | „Learn to Croon” (Johnston, Coslow)                                            | 1:33  |
|     |                                                                                |       |
| 5.  | „Down the Old Ox Road” (Johnston, Coslow)                                      | 1:20  |
|     |                                                                                |       |
| 6.  | „Thanks” (Johnston, Coslow)                                                    | 2:08  |
|     |                                                                                |       |
| 7.  | „Black Moonlight” (Johnston, Coslow)                                           | 2:34  |
|     |                                                                                |       |
| 8.  | „The Day You Came Along” (Johnston, Coslow)                                    | 1:57  |
|     |                                                                                |       |
| 9.  | „After Sundown” (Brown, Arthur Freed)                                          | 1:44  |
|     |                                                                                |       |
| 10. | „Temptation” (Brown, Freed)                                                    | 2:07  |
|     |                                                                                |       |
| 11. | „Love Thy Neighbour” (Harry Revel, Mack Gordon)                                | 1:35  |
|     |                                                                                |       |
| 12. | „May I?” (Revel, Gordon)                                                       | 1:47  |
|     |                                                                                |       |
| 13. | „Love in Bloom” (Rainger, Robin)                                               | 1:45  |
|     |                                                                                |       |
|     |                                                                                | 24:12 |
|     |                                                                                |       |

### strona 3
| 1.  | „I Love You Truly” (Carrie Jacobs Bond)                            | 1:56  |
|     |                                                                    |       |
| 2.  | „June in January” (Rainger, Robin)                                 | 1:45  |
|     |                                                                    |       |
| 3.  | „Love Is Just Around the Corner” (Robin, Lewis E. Gensler)         | 1:10  |
|     |                                                                    |       |
| 4.  | „It's Easy to Remember” (Richard Rodgers, Lorenz Hart)             | 2:16  |
|     |                                                                    |       |
| 5.  | „Soon” (Rodgers, Hart)                                             | 2:00  |
|     |                                                                    |       |
| 6.  | „I Wished on the Moon” (Dorothy Parker, Rainger)                   | 2:03  |
|     |                                                                    |       |
| 7.  | „Silent Night” (Joseph Mohr, Franz Gruber)                         | 1:39  |
|     |                                                                    |       |
| 8.  | „I'm an Old Cowhand” (Johnny Mercer)                               | 1:22  |
|     |                                                                    |       |
| 9.  | „I Can't Escape from You” (Richard A. Whiting, Robin)              | 1:49  |
|     |                                                                    |       |
| 10. | „Song of the Islands” (Charles E. King)                            | 1:33  |
|     |                                                                    |       |
| 11. | „Pennies from Heaven” (Johnny Burke, Johnston)                     | 1:52  |
|     |                                                                    |       |
| 12. | „Sweet Leilani” (Harry Owens)                                      | 1:36  |
|     |                                                                    |       |
| 13. | „Blue Hawaii” (Rainger, Robin)                                     | 2:15  |
|     |                                                                    |       |
| 14. | „The One Rose (That's Left in My Heart)” (Del Lyon, Lani McIntyre) | 1:45  |
|     |                                                                    |       |
|     |                                                                    | 25:01 |
|     |                                                                    |       |

### strona 4
| 1.  | „There's a Gold Mine in the Sky” (Charles Kenny, Nick Kenny)       | 2:33  |
|     |                                                                    |       |
| 2.  | „My Heart Is Taking Lessons” (James V. Monaco, Burke)              | 1:30  |
|     |                                                                    |       |
| 3.  | „I've Got a Pocketful of Dreams” (Monaco, Burke)                   | 1:24  |
|     |                                                                    |       |
| 4.  | „Small Fry” (with Johnny Mercer)(Frank Loesser, Carmichael)        | 3:35  |
|     |                                                                    |       |
| 5.  | „Mexicali Rose” (Helen Stone, Jack Tenney)                         | 2:05  |
|     |                                                                    |       |
| 6.  | „That Sly Old Gentleman”(Monaco, Burke)                            | 1:43  |
|     |                                                                    |       |
| 7.  | „Allá en El Rancho Grande” (Emilio D. Uranga, Bartley Costello)    | 1:01  |
|     |                                                                    |       |
| 8.  | „Tumbling Tumbleweeds” (Bob Nolan)                                 | 2:05  |
|     |                                                                    |       |
| 9.  | „Only Forever” (Monaco, Burke)                                     | 2:04  |
|     |                                                                    |       |
| 10. | „Did Your Mother Come from Ireland?” (Michael Carr, Jimmy Kennedy) | 2:03  |
|     |                                                                    |       |
| 11. | „Yes Indeed!” (with Connee Boswell) (Sy Oliver)                    | 3:29  |
|     |                                                                    |       |
| 12. | „Brahms' Lullaby” (Natalia Macfarren, Johannes Brahms)             | 1:27  |
|     |                                                                    |       |
|     |                                                                    | 24:59 |
|     |                                                                    |       |

### strona 5
| 1. | „You Are My Sunshine” (Jimmie Davis, Charles Mitchell)                                                  | 3:03  |
|    | |       |
| 2. | „The Waiter and the Porter and the Upstairs Maid” (with Mary Martin and Jack Teagarden) (Johnny Mercer) | 3:35  |
|    | |       |
| 3. | „Deep in the Heart of Texas” (Don Swander, June Hershey)                                                | 3:01  |
|    | |       |
| 4. | „Wait 'Till the Sun Shines, Nellie” (with Mary Martin) (Andrew B. Sterling, Harry von Tilzer)           | 2:57  |
|    | |       |
| 5. | „Walking the Floor over You” (Ernest Tubb)                                                              | 3:30  |
|    | |       |
| 6. | „White Christmas” (Irving Berlin)                                                                       | 3:20  |
|    | |       |
|    | | 19:26 |
|    | |       |

### strona 6
| 1. | „Moonlight Becomes You” (Jimmy Van Heusen, Burke)            | 3:33  |
|    |                                                              |       |
| 2. | „Road to Morocco” (with Bob Hope) (Van Heusen, Burke)        | 2:49  |
|    |                                                              |       |
| 3. | „Sunday, Monday or Always” (Van Heusen, Burke)               | 2:54  |
|    |                                                              |       |
| 4. | „Pistol Packin' Mama” (with The Andrews Sisters) (Al Dexter) | 3:18  |
|    |                                                              |       |
| 5. | „San Fernando Valley” (Gordon Jenkins)                       | 3:24  |
|    |                                                              |       |
| 6. | „I'll Be Seeing You” (Sammy Fain, Irving Kahal)              | 3:08  |
|    |                                                              |       |
|    |                                                              | 19:06 |
|    |                                                              |       |

### strona 7
| 1. | „Swinging on a Star” (Van Heusen, Burke)                                         | 2:51  |
|    |                                                                                  |       |
| 2. | „Too-Ra-Loo-Ra-Loo-Ral (That's an Irish Lullaby)” (James Royce Shannon)          | 3:30  |
|    |                                                                                  |       |
| 3. | „Don't Fence Me In” (with The Andrews Sisters) (Cole Porter)                     | 3:32  |
|    |                                                                                  |       |
| 4. | „Yah-Ta-Ta, Yah-Ta-Ta (Talk, Talk, Talk)” (with Judy Garland)(Van Heusen, Burke) | 3:31  |
|    |                                                                                  |       |
| 5. | „It's Been a Long, Long Time” (Jule Styne, Sammy Cahn)                           | 3:26  |
|    |                                                                                  |       |
| 6. | „The Bells of St. Mary's” (A. Emmett Adams, Douglas Furber)                      | 3:27  |
|    |                                                                                  |       |
| 7. | „Put It There, Pal” (with Bob Hope) (Van Heusen, Burke)                          | 2:48  |
|    |                                                                                  |       |
|    |                                                                                  | 23:05 |
|    |                                                                                  |       |

### strona 8
| 1. | „McNamara's Band” (Shamus O'Connor, John J. Stamford)                  | 2:59  |
|    |                                                                        |       |
| 2. | „Sioux City Sue"” (Ray Freedman, Dick Thomas)                          | 3:00  |
|    |                                                                        |       |
| 3. | „Begin the Beguine” (Cole Porter)                                      | 4:08  |
|    |                                                                        |       |
| 4. | „South America, Take It Away” (with The Andrews Sisters) (Harold Rome) | 3:26  |
|    |                                                                        |       |
| 5. | „Blue Skies” (Berlin)                                                  | 3:38  |
|    |                                                                        |       |
| 6. | „Alexander's Ragtime Band” (with Al Jolson) (Berlin)                   | 3:21  |
|    |                                                                        |       |
|    |                                                                        | 20:32 |
|    |                                                                        |       |

### strona 9
| 1. | „The Whiffenpoof Song” (Rudyard Kipling, Guy H. Scull, Meade Minnigerode, George S. Pomeroy) | 3:18  |
|    |                                                                                              |       |
| 2. | „Now Is the Hour” (Clement Scott, Maewa Kaihau, Dorothy Stewart)                             | 3:23  |
|    |                                                                                              |       |
| 3. | „Galway Bay” (Arthur Colahan)                                                                | 3:20  |
|    |                                                                                              |       |
| 4. | „Far Away Places” (Joan Whitney Kramer, Alex Kramer)                                         | 3:24  |
|    |                                                                                              |       |
| 5. | „Mule Train” (Johnny Lange, Hy Heath, Ramblin' Tommy Scott, Fred Glickman)                   | 3:14  |
|    |                                                                                              |       |
| 6. | „Dear Hearts and Gentle People” (Sammy Fain, Bob Hilliard)                                   | 3:04  |
|    |                                                                                              |       |
| 7. | „Rock of Ages” (Augustus Toplady)                                                            | 3:17  |
|    |                                                                                              |       |
|    |                                                                                              | 23:00 |
|    |                                                                                              |       |

### strona 10
| 1. | „Sunshine Cake” (with Carol Richards) (Van Heusen, Burke)                              | 3:28  |
|    |                                                                                        |       |
| 2. | „Play a Simple Melody” (with Gary Crosby) (Berlin)                                     | 3:16  |
|    |                                                                                        |       |
| 3. | „Sam's Song” (with Gary Crosby) (Lew Quadling, Jack Elliott)                           | 3:11  |
|    |                                                                                        |       |
| 4. | „Gone Fishin” (with Louis Armstrong) (Nick Kenny, Charles Kenny)                       | 2:52  |
|    |                                                                                        |       |
| 5. | „In the Cool, Cool, Cool of the Evening” (with Jane Wyman) (Carmichael, Johnny Mercer) | 3:43  |
|    |                                                                                        |       |
| 6. | „Y'All Come” (Arlie Duff)                                                              | 2:41  |
|    |                                                                                        |       |
| 7. | „Bing Crosby signs off”                                                                | 0:56  |
|    |                                                                                        |       |
|    |                                                                                        | 20:07 |
|    |                                                                                        |       |

## Twórcy
- Bing Crosby – wokal
- Buddy Cole – fortepian i organy, producent
- Perry Botkin – gitara
- Don Whitaker – gitara basowa
- Nick Fatool – perkusja